# Otto von Kotzebue
Otto von Kotzebue, in russo Оттон Евстафиевич Коцебу? Otton Evstafievič Kozebu (Revalia, 30 dicembre 1787 – Revalia, 15 febbraio 1846), è stato un navigatore tedesco del Baltico, ufficiale della Marina imperiale russa, effettuò per tre volte la circumnavigazione del globo. Otto era il secondo figlio del poeta tedesco August von Kotzebue.

## Biografia
Von Kotzebue prestò servizio nell'accademia di marina dal 1795 al 1803. Nello stesso anno prese parte al primo viaggio russo di circumnavigazione del mondo, guidato da Adam Johann von Krusenstern sullo sloop Nadežda, che terminò nel 1806.
Dal 1815 al 1818 guidò con l'imbarcazione Rjurik una spedizione nel Mar Glaciale Artico, finanziata dal conte Romanzov; presero parte al viaggio anche i naturalisti Adelbert von Chamisso, Johann Friedrich von Eschscholtz e Louis Choris. Con il viaggio del Rjurik furono scoperte e registrate più di 400 isole. Proprio per questa spedizione venne dedicata a Kotzebue una baia nell'Alaska occidentale, vicino alla quale sorge anche una cittadina con lo stesso nome. Egli raggiunse poi la California e le Hawaii e nel febbraio 1817 scoprì l'isola di Romanzov. A causa del suo cattivo stato di salute, dovette interrompere la sua spedizione prima di raggiungere la meta prefissata.
Il suo terzo giro del mondo, a bordo della Predprijatie, avvenne tra il 1823 e il 1826, di nuovo sotto la guida di von Eschscholtz. Prese parte alla spedizione il fisico Heinrich Lenz.
Otto von Kotzebue morì nella propria città natale nel 1846.

## Scritti
Relazioni ufficiali delle spedizioni:
- Entdeckungs-Reise in die Süd-See und nach der Berings-Straße zur Erforschung einer nordöstlichen Durchfahrt in den Jahren 1815 bis 1818. 3 Bde. Weimar: Hoffmann (1821).
- Neue Reise um die Welt in den Jahren 1823-1826. 2 Bde. Weimar (1830).

## Altri progetti

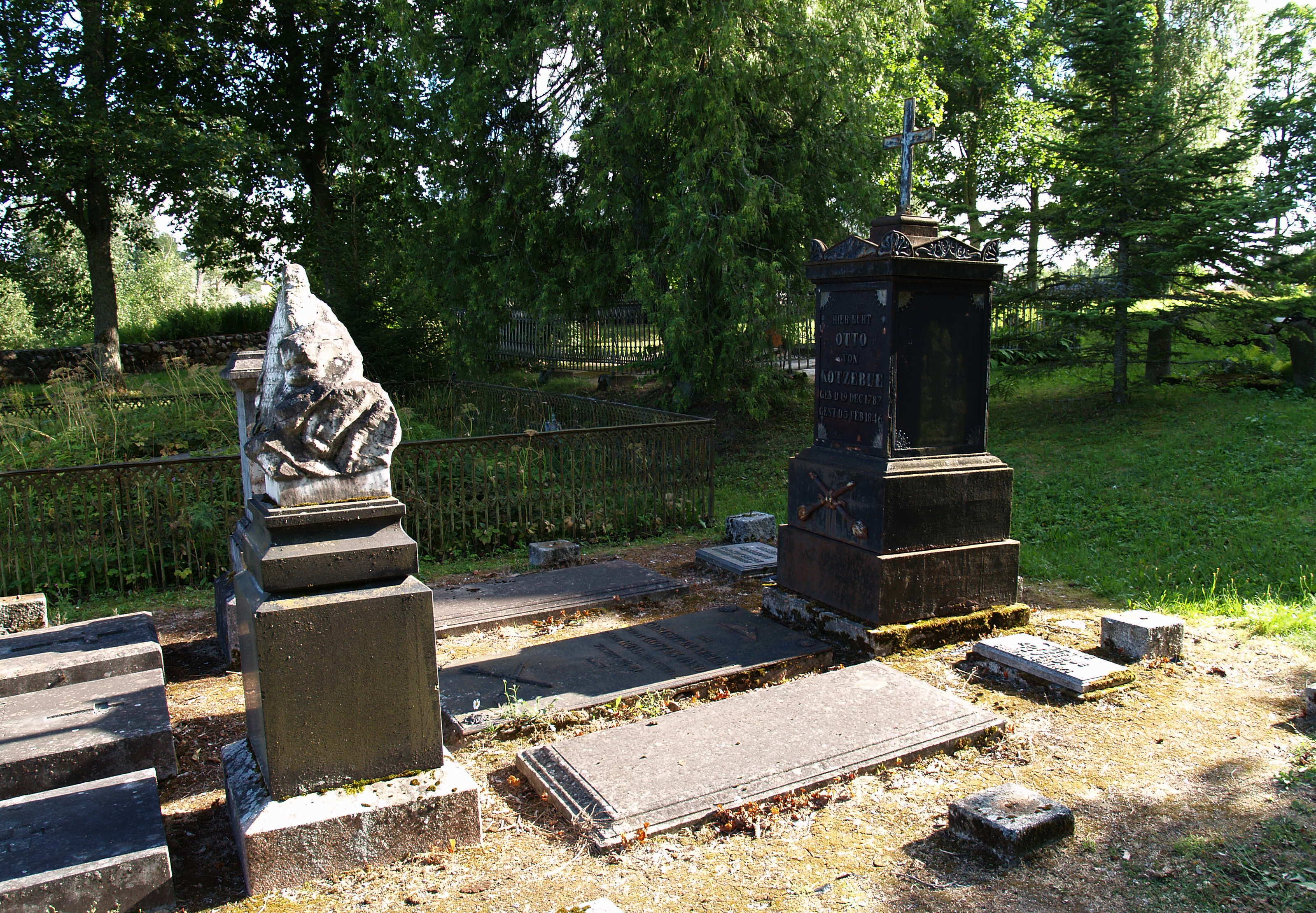
Tomba di Kotzebue in Kose (Estonia)